# Rita Vicario
Rita Vicario (Roma, 31 maggio 1935 – Roma, 28 aprile 2012) è stata una regista italiana.
Ha legato il suo nome ai maggiori successi televisivi di Renzo Arbore che con affetto e stima l'ha definita "Nostra Signora delle telecamere".

## Biografia
Figlia dell'architetto Angelo Vicario e di Maria D’Avack, Rita Vicario nasce a Roma nel 1935. È la sorella minore del funzionario UE Francesco Vicario e del giornalista Guido Vicario, nonché zia di Maria Cristina, Virginia, Lorenzo, Saverio, Sara e Valentina Vicario.
Le prime esperienze al cinema, risalgono alla fine degli anni sessanta come segretaria di edizione con Marino Girolami e Florestano Vancini, poi approda in Rai dove compirà la sua carriera fino a diventare regista. Dopo un debutto d’autore come assistente alla regia di Blasetti per lo sceneggiato Storia dell'emigrazione si fa le ossa come assistente dei grandi del varietà da Gino Landi a Antonello Falqui: “La rivista, il music-all, sono la mia grande passione. Per questo ricordo con piacere anche quei tre o quattro Sanremo a cui ho collaborato”. Con Arbore si erano conosciuti in radio da ragazzi, ma il sodalizio artistico nasce con Cari amici vicini e lontani. È lo stesso Arbore a raccontarlo in  Indietro tutta trenta e l’ode: “Quando abbiamo festeggiato i 60 anni della radio mi accorsi che era più brava del regista la segretaria che era Rita Vicario, andai dal direttore di Rai1 e dissi io vorrei eliminare il regista e prendere la segretaria (…) Rita Vicario è un'improvvisatrice straordinaria non abbiamo mai avuto un momento di screzio… abbiamo fatto una macchina straordinaria…” . 
Da  cari amici  in poi tutti i più grandi successi di Arbore sono legati a lei: Quelli della notte, Marisa La nuit, D.O.C., Indietro tutta… ”Da allora non ho più dato consigli alla Vicario, non le ho mai contestato un’inquadratura. Naturalmente lei mi ha sempre capito al volo, senza prove, senza niente”.
“Io sono nata con Renzo” dichiarerà: “Ero entrata completamente nella mentalità sua, per questo sono riuscita ad individuare sempre le immagini più belle, mai lasciate al caso: tutto senza conoscere il copione, perché non esisteva. Renzo inventava di momento in momento (...) Io non sapevo cosa sarebbe successo, ma riuscivo a seguirlo. E questo era genialità allo stato puro. So di essere stata molto amata dai miei colleghi per questo, ma anche molto invidiata”.

## Produzioni

### Segretaria di edizione
I 2 magnifici fresconi, regia Marino Girolami (1968)

### Assistente alla regia
Il Marcovaldo, regia di Nanni Loy, 5 puntate (Rai 2, 1970)
Storia dell’emigrazione, regia di Alessandro Blasetti, 5 puntate (Rai 1, 1972)
Napoleone a Sant’Elena, regia di Vittorio Cottafavi, 4 puntate (miniserie tv, 1973) 
L’assassinio dei fratelli Rosselli, regia di Silvio Maestranzi (miniserie tv, 1974)
Dedicato ad un medico, regia di Gianni Serra, 4 puntate (Rai 1, 1974)
Domenica in, prima edizione presentata da Corrado (1976)
Sarti Antonio Brigadiere, regia di Pino Passalacqua (sceneggiato tv, 1978)

### Regista
Cari amici vicini e lontani di Renzo Arbore (3 puntate, 1984) (non accreditata)
Quelli della notte di Renzo Arbore (Rai 2, 1985) (non accreditata)
Indietro tutta di Renzo Arbore (Rai 2, 1987-1988) 
Marisa La Nuit di Renzo Arbore (Rai 1, 1987)
D.O.C. musica e altro a denominazione di origine controllata di Renzo Arbore (Rai 2, 1987-1988)
Il caso Sanremo, conduzione di Renzo Arbore, Lino Banfi (Rai 1, 1990)
Na voce’na chitarra, conduzione di Renzo Arbore, Roberto Murolo (Rai1, 1990)
Nero a metà conduzione di Salvatore Marino (Rai 2, 1990)
Il coraggio di vivere di Riccardo Bonacina (Rai 2, 1991)
Il medico in diretta, 3 ciclo (Rai 2, 1991)
E compagnia bella, conduzione di Mara Venier, Enrico Vaime (Rai 2, 1991)
Caro Totò, ti voglio presentare... di Renzo Arbore, Ugo Porcelli (Rai 1, 1992)
Specchio delle mie brame, conduzione di Giancarlo Magalli, Clarissa Burt (Telemontecarlo, 1992)
T’amo TV, conduzione di Fabio Fazio, produzione di Antonio, Pupi Avati (Telemontecarlo, 1992-1993)
Alle 5 della sera, conduzione di Marta Flavi (Rai 3, 1995-1996)
L’antifestival, conduzione di Brigitta Boccoli (Rai 3,1996-Rai 2,1997)
I 60 anni della radio, conduzione di Renzo Arbore (Rai International, 1997)
Rai Italia,  conduzione di Sabina Ciuffini, Paolo Bernardi (Rai International, 1997)
Benjo Festival 2002 2003, conduzione di Dario Salvatori, Eleonora Neri (Rai 2, 2003)
Pasta Love & fantasia (Sky, 2010)